# Mother (Gilli Smyth)
Mother is het eerste soloalbum van Gilli Smyth. Het werd uitgegeven in 1978 en was het eerste teken van leven nadat Smyth in 1974 de muziekgroep Gong had verlaten om voor haar kind/kinderen te zorgen. You zou het laatste Gongalbum waar aan ze zou meewerken. Gedurende haar moederschap bleef echter de muzikale en poëtische inspiratie komen, zodat ze in 1978 haar album Mother kon uitbrengen. Muziekproducent van het album was Daevid Allen, met wie ze getrouwd was of waar ze toen net van gescheiden was. De muziek borduurt verder op You. Het album is opgenomen in Deià op het Spaanse Mallorca. De stemmen van haar kinderen Taliesin en Orlando zijn in tracks 2 en 8 te horen. Door de muziek die voor dit album is opgenomen werden oudere geluidsfragmenten van Gong gemixt.
Mother zou leiden tot de bandnaam Mother Gong.

## Musici
- Gilli Smyth – stem, zang
- Vera Blum – viool (1, 5, 10)
- Tony Pacual – toetsinstrumenten (1, 2, 3, 5, 6)
- Daevid Allen – stem, zang (1), basgitaar (1), gitaar (2, 4, 6, 9)
- Rafel Aguilo – drumstel (1)
- Christian Trisch – basgitaar (4, 7, 9)
- Pip Pyle – drumstel (4, 7, 9)
- Sam Gopal – tablas (5)
- Martin Tallents – whiste (6)
- Didier Malherbe – saxofoon (7, 9)
- Pepe Milan en Joan Bibloni – akoestische gitaar (8)
- Anna Camp – zang (10)

## Muziek
| Nr. | Titel                           | Duur |
| --- | ------------------------------- | ---- |
| 1.  | I am a fool                     | 3:09 |
| 2.  | Back to the womb                | 2:01 |
| 3.  | Mother                          | 2:02 |
| 4.  | Shakti Yoni                     | 3:13 |
| 5.  | Keep the children free          | 1:20 |
| 6.  | Prostitute poem, street version | 4:37 |
| 7.  | OK man, this is your world      | 4:53 |
| 8.  | Next time ragtime               | 4:33 |
| 9.  | Time of the goddess             | 6:23 |
| 10. | Taliesin                        | 9:27 |